# اودا (شهرک)
اودا (به لاتین: Odda) یک شهرک در نروژ است که در منطقه نروژ غربی واقع شده‌است. اودا ۲٫۸۵ کیلومتر مربع مساحت و ۵٬۰۲۲ نفر جمعیت دارد و ۳ متر بالاتر از سطح دریا واقع شده‌است.

## نگارخانه

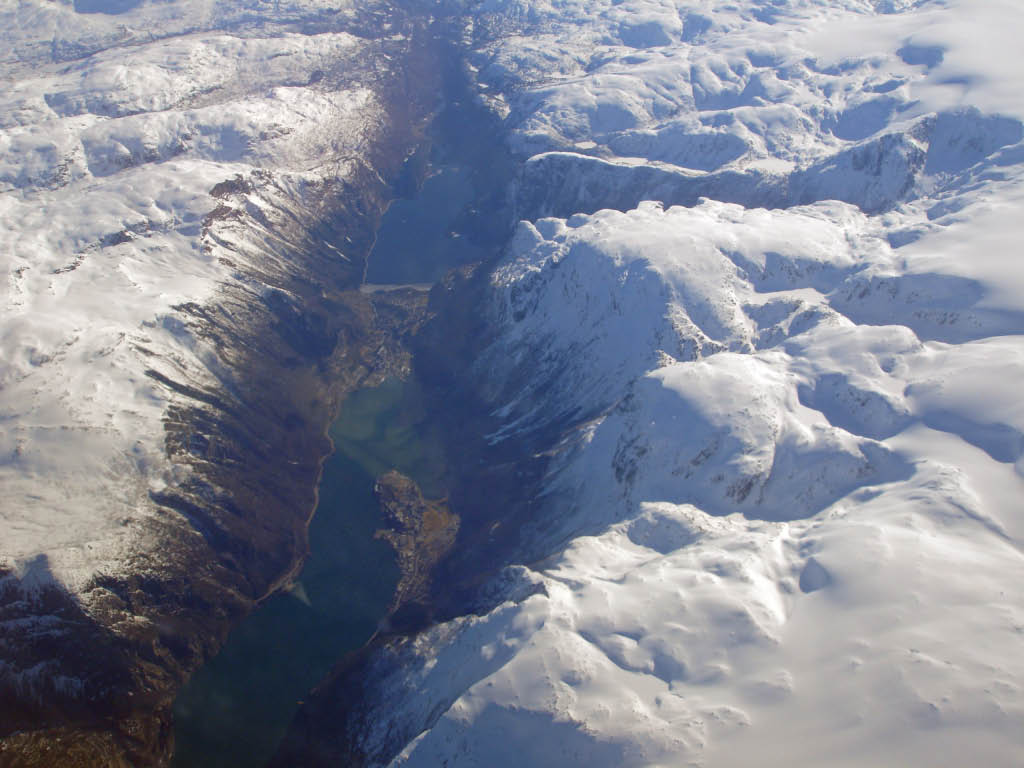
Aerial view, looking south. The fjord is on the bottom of the picture, then the town, then the lake Sandvinvatnet at the top. The snow-covered mountains surround the town.
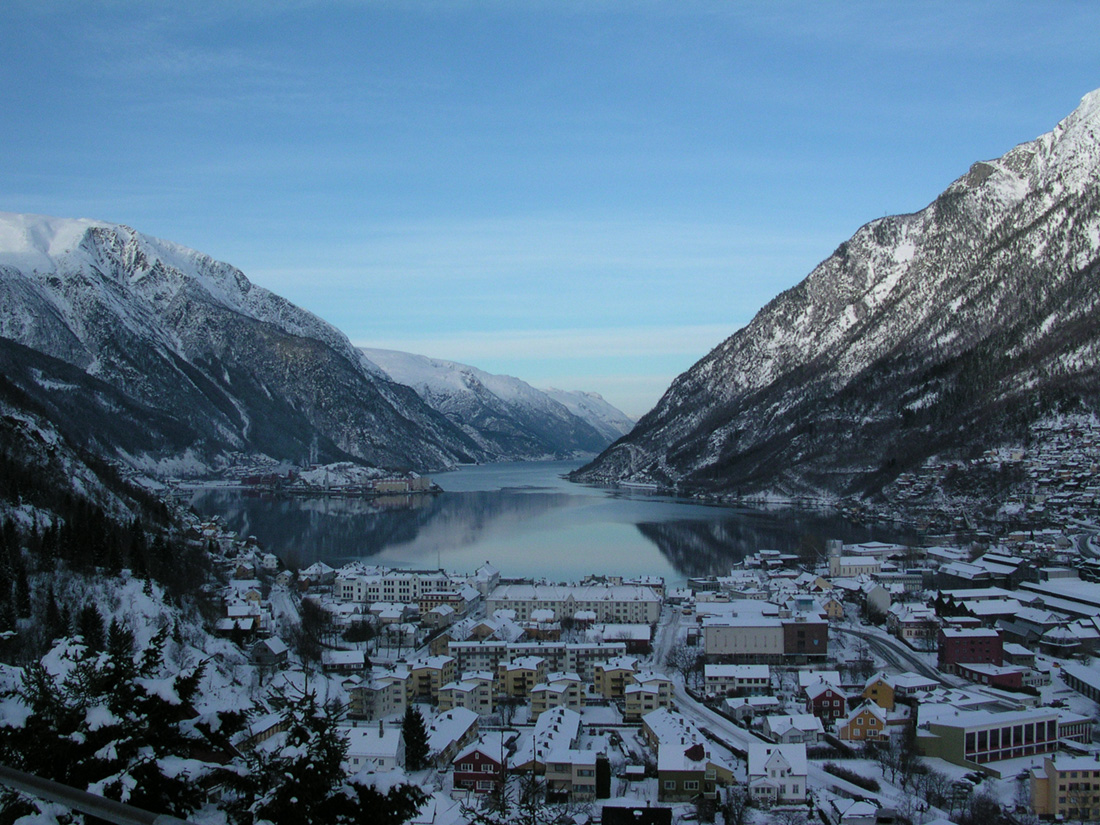
View of the town in February 2004
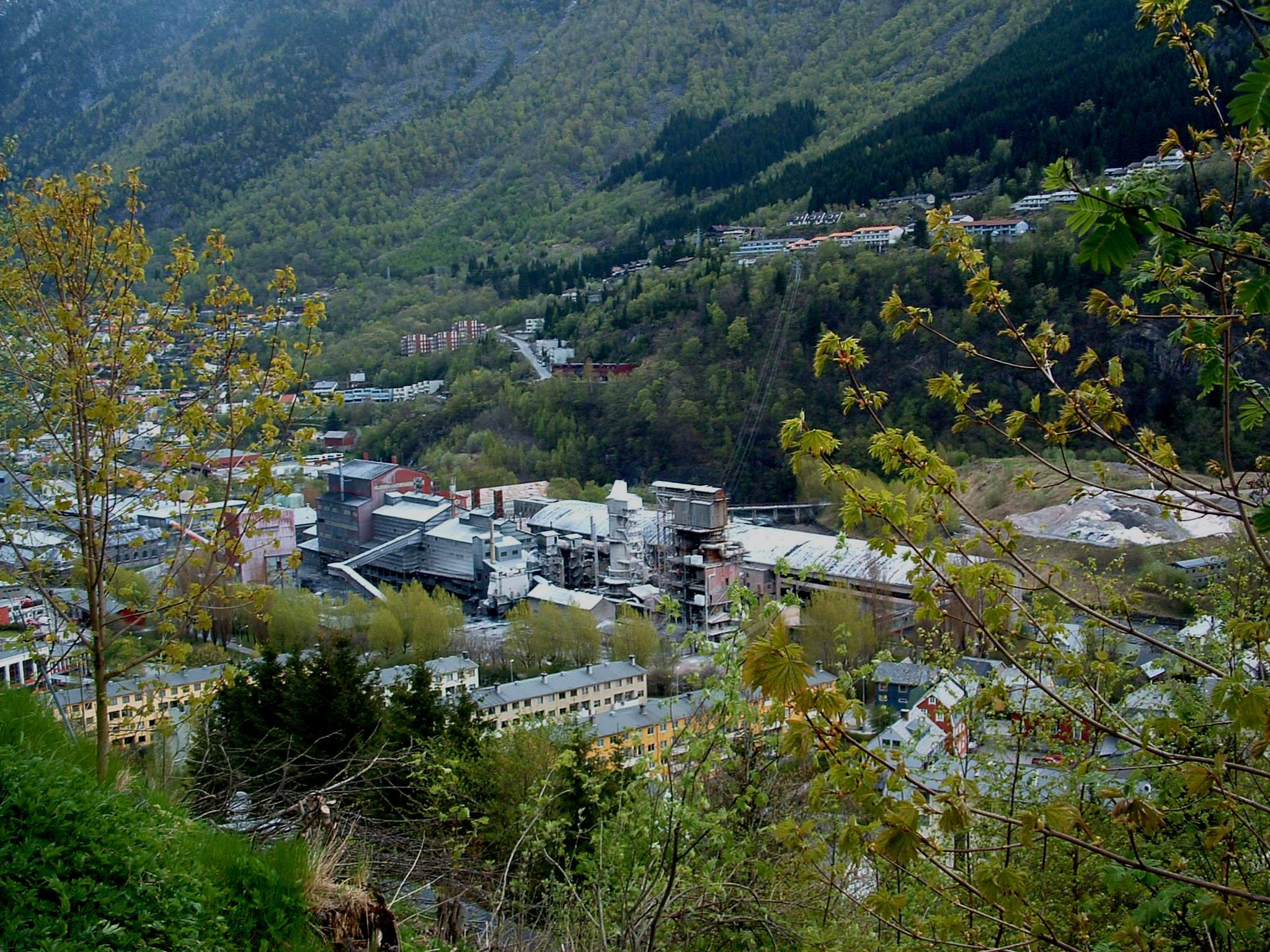
View of the Odda smelting factory
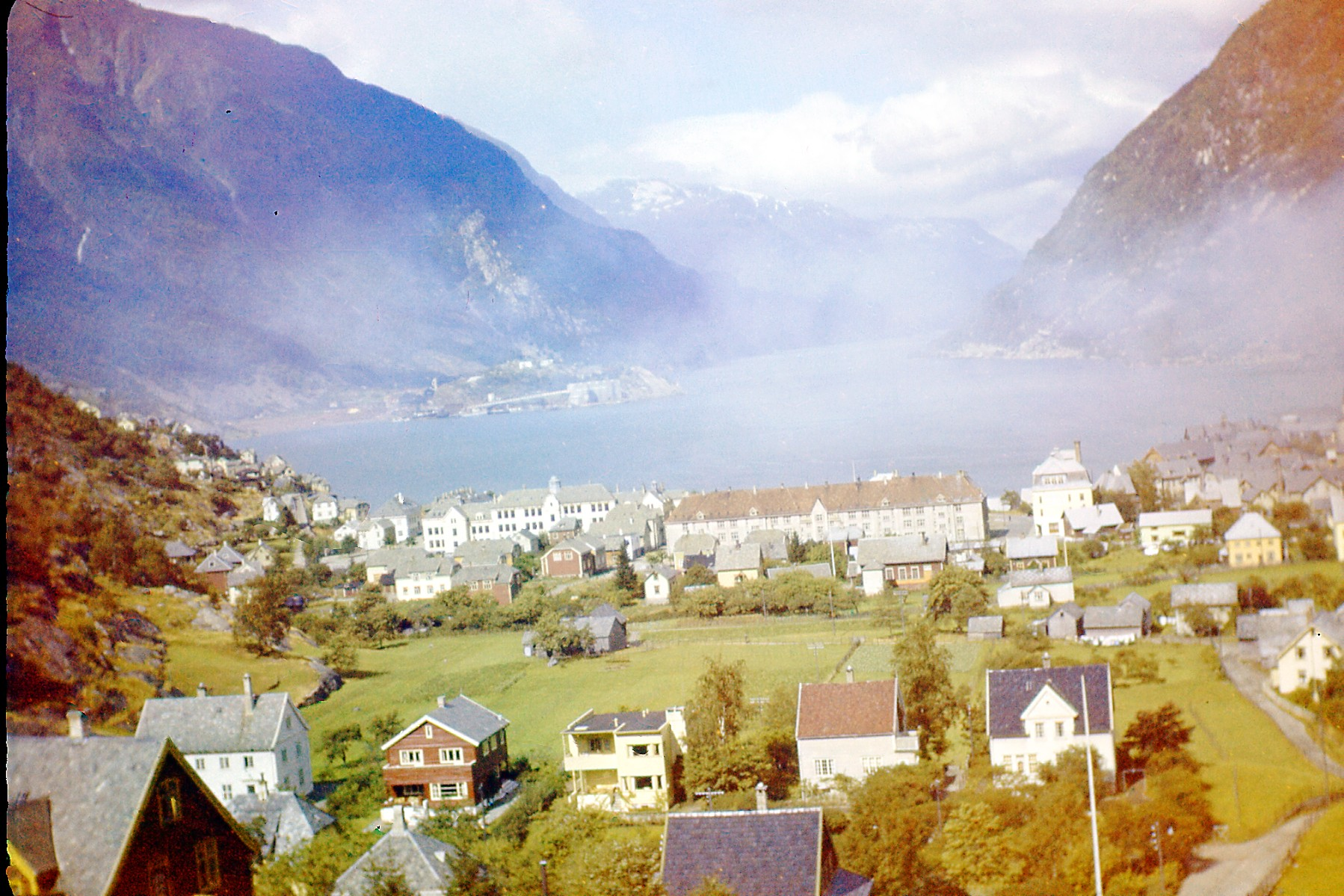
View of the town in the 1950s
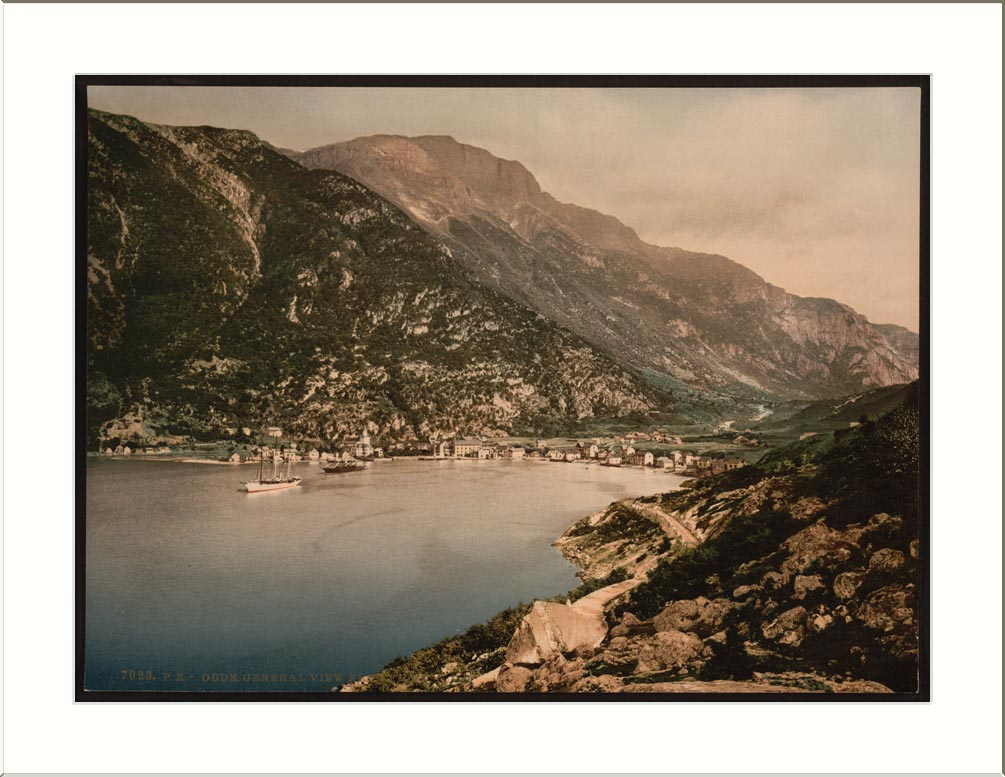
View of the harbour (c. 1895)